# تورلاوگا
تورلاوگا (اسپانیایی: Torrelavega‎) یکی از شهرهای اسپانیا است که در استان کانتابریا واقع شده‌است. تورلاوگا ۳۵٫۵۴ کیلومتر مربع مساحت و ۵۵٬۹۴۷ نفر جمعیت دارد و ۲۵ متر بالاتر از سطح دریا واقع شده‌است.
این شهر در ۸ کیلومتری خلیج بیسکای و ۲۷ کیلومتری سانتاندر قرار دارد. رودهای ساخا و بسایا از درون شهر می‌گذرند. تورلاوگا مرکز شهرستان واله دل بسایا است.
غار آلتامیرا که به خاطر وجود نقاشی‌های پیش از تاریخ در آن مشهور است، در ۱۰ کیلومتری شمال غربی شهر قرار دارد.

## تاریخ
تورلاوگا در پایان سدهٔ سیزدهم میلادی توسط گارسی لاسو ده لا وگای اول بنا نهاده شد که فرماندار پادشاهی کاستیل بود. نام کنونی آن، خلاصه‌شدهٔ نام اصلی یعنی توره ده لا وگا است.
نام شهرستان آن، واله دل بسایا (به معنی درهٔ بسایا) است که از واژهٔ آستوری-لئونی بیسالیا گرفته شده‌است. بیسالیا نیز از واژهٔ سلتی بیس‌سالیا (به معنی سالیا یا ساخای دوم) مشتق شده‌است و به دو رود گذرنده از شهر اشاره دارد.
تورلاوگا مرکز کشاورزی مهم پادشاهی کاستیل در قرون وسطی بود. رشد پیوستهٔ جمعیت و توسعهٔ صنعتی منطقه باعث شد که در سال ۱۸۹۵ به شهر ارتقا یابد.

## خواهرخوانده
شهرهای هاوانای قدیم، روشفور، شرانت-ماریتیم، زوگ و لوگا خواهرخوانده‌های تورلاوگا هستند.

## مشاهیر
- اسکار فریره دوچرخه‌سوار اسپانیایی
- خوان خوسه کوبو دوچرخه‌سوار اسپانیایی